# Tvångsvillkor (klassisk mekanik)

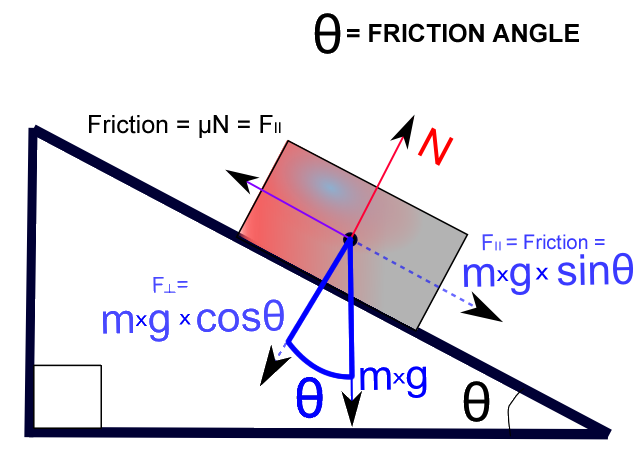
I detta system glider lådan nerför en sluttning, tvångsvillkoret är att lådan måste förbli i sluttningen (den kan inte gå igenom den eller börja flyga).

I klassisk mekanik är en tvångsvillkor på ett system en parameter som systemet måste följa. Till exempel måste en låda som glider nedför en sluttning förbli på sluttningen. Det finns två olika typer av tvångsvillkor: holonomiska och icke-holonomiska. 